# Gerrit Solleveld

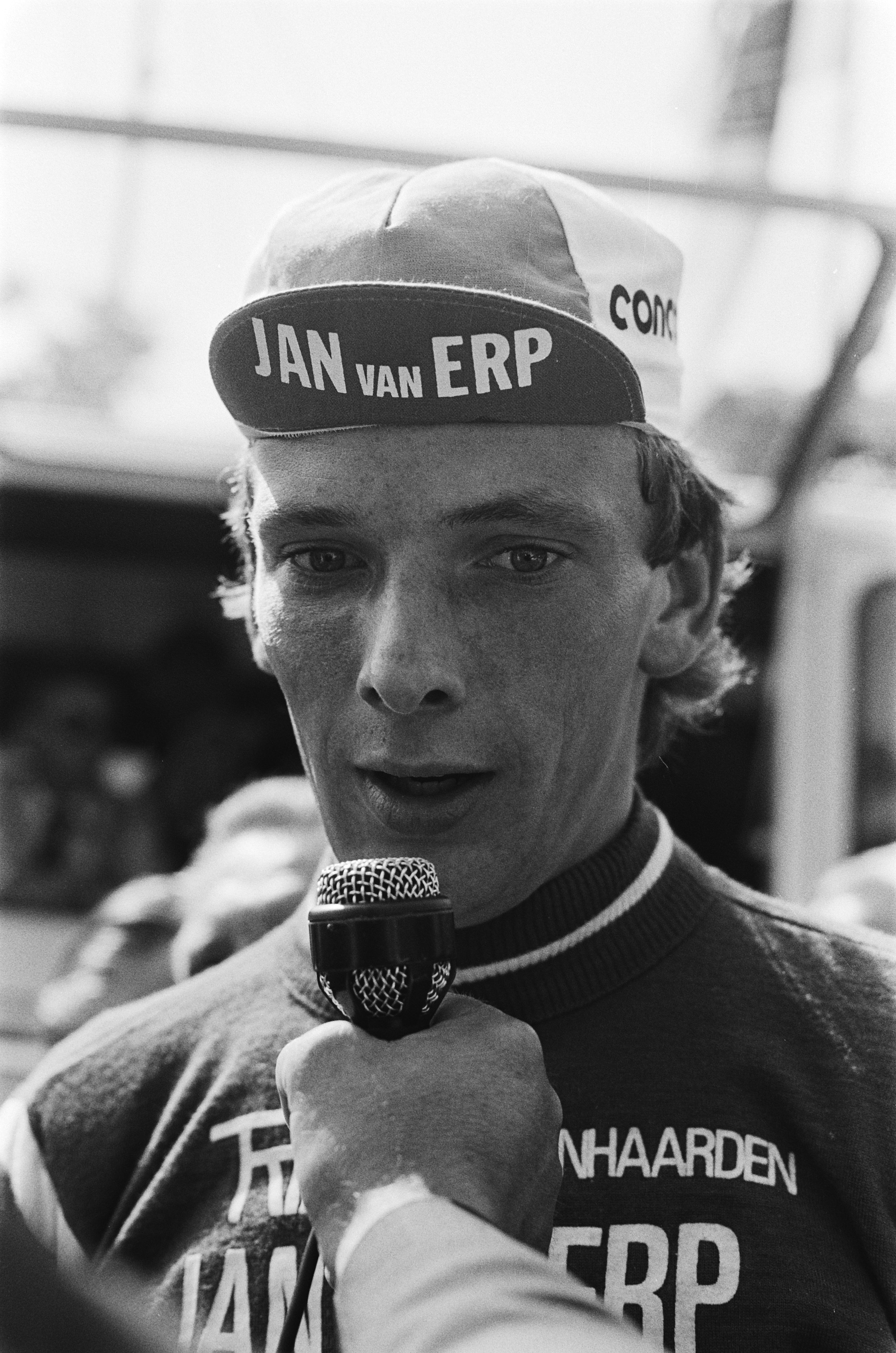
Gerrit Solleveld (1982)

Gerrit Solleveld (* 8. Juni 1961 in De Lier) ist ein ehemaliger niederländischer Radrennfahrer und Weltmeister im Radsport.

## Sportliche Laufbahn
Erste internationale Erfolge hatte er in der Vöslauer Jugend-Tour 1979. 1980 wurde er Vize-Meister in der Einerverfolgung auf der Bahn. Hinter dem siegreichen Gerard Schipper belegte er den zweiten Platz in der Olympia’s Tour 1981 und gewann die Amateurausgabe des Omloop Het Volk. 1982 war das Jahr seiner größten sportlichen Erfolge als Amateur. Er wurde bei UCI-Straßen-Weltmeisterschaften mit Maarten Ducrot, Gerard Schipper und Frits Van Bindsbergen Sieger im Mannschaftszeitfahren. Zuvor hatte er die heimische Olympia’s Tour gewonnen. Ein Jahr später wurde er nationaler Meister im Straßenrennen der Amateure und beendete die Internationale Friedensfahrt als Sechster.
Solleveld war von 1984 bis 1992 als Berufsfahrer aktiv und fuhr immer in niederländischen Radsportteams. Seinen ersten Profisieg errang er beim GP Zele 1984. Seine wichtigsten Erfolge als Profi waren 1985 der Sieg auf der 4. Etappe der Tour de France sowie der Sieg auf der 5. Etappe der Tour 1990. Die Tour de France fuhr er insgesamt siebenmal, der 101. Platz 1986 war dabei sein bestes Resultat.
1986 konnte er mit dem Sieg beim Klassiker Gent–Wevelgem einen weiteren großen Erfolg feiern. 1992 fuhr er die Vuelta a España und beendete die Rundfahrt auf dem 137. Platz.